# 4102 Gergana
4102 Gergana (1988 TE3) là một tiểu hành tinh vành đai chính được phát hiện ngày 15 tháng 10 năm 1988 bởi Violeta G. Ivanova ở Rozhen Observatory.